# Lucy Dixon
Lucy Dixon (Mánchester, Inglaterra; 9 de agosto de 1989) es una actriz inglesa, más conocida por haber interpretado a Danielle Harker en Waterloo Road y a Tilly Evans en la serie Hollyoaks.

## Biografía
En septiembre de 2011, comenzó a salir con el actor Laurie Duncan, pero la relación terminó.

## Carrera
En 2007 se unió al elenco de la serie Waterloo Road, donde interpretó a la estudiante Danielle Harker hasta 2010. Un año más tarde apareció en el reencuentro donde volvió a interpretar a Danielle.
El 21 de junio de 2011, se unió al elenco de la serie británica Hollyoaks, donde interpretó a Tilly Evans hasta el 3 de enero de 2014.

## Filmografía

### Series de televisión
| Año         | Título                 | Personaje       | Notas                     |
| ----------- | ---------------------- | --------------- | ------------------------- |
| 2016        | Birds of a Feather     | Emma            | episodio "Abandoned Love" |
| 2015        | Casualty               | Chloe Wilkinson | episodio "Estranged"      |
| 2014        | Scott & Bailey         | Chloe Michaels  | episodio #4.4             |
| 2011 - 2014 | Hollyoaks              | Tilly Evans     | 144 episodios             |
| 2013        | Hollyoaks Later        | Tilly Evans     | 5 episodios               |
| 2011        | Waterloo Road Reunited | Danielle Harker | 6 episodios               |
| 2007 - 2010 | Waterloo Road          | Danielle Harker | 40 episodios              |
| 2009        | Doctors                | Leanne Taylor   | episodio "Innocence"      |

### Películas
| Año  | Título | Personaje | Notas        |
| ---- | ------ | --------- | ------------ |
| 2012 | Bump   | Joven     | cortometraje |

### Teatro
| Año         | Obra    | Personaje | Director (a) | Teatro          | Notas                                           |
| ----------- | ------- | --------- | ------------ | --------------- | ----------------------------------------------- |
| 2012 - 2013 | Aladdin | -         | -            | Norwich Theatre | junto a Andrè Vincent, Graham Cole & Nick Aldis |